# CSM București (volleyboll)
CSM București (rumänska: Clubul Sportiv Municipal București) är volleybollsektionen av klubben med samma namn.
Klubben har blivit rumänska mästare en gång (2017-2018), vunnit rumänska cupen en gång (2017-2018) och vunnit CEV Challenge Cup en gång (2015-2016).